# Ліпова (Бакеу)
Ліпова (рум. Lipova) — село у повіті Бакеу в Румунії. Входить до складу комуни Ліпова.
Село розташоване на відстані 268 км на північ від Бухареста, 28 км на північний схід від Бакеу, 55 км на південний захід від Ясс.

## Населення
За даними перепису населення 2002 року у селі проживали 708 осіб, усі — румуни. Усі жителі села рідною мовою назвали румунську.